# Thomas Meunier
Thomas Meunier (født 12. september 1991) er en belgisk professionel fodboldspiller, som spiller for Süper Lig-klubben Trabzonspor og Belgiens landshold.

## Klubkarriere

### Virton
Meunier begyndte sin karriere hos Royal Excelsior Virton, hvor han gjorde sin professionelle debut i januar 2009.

### Club Brugge
Meunier havde trukket interesse fra flere hold i den bedste belgiske række, og i januar 2011 blev man enig om en aftale som ville sendt ham til Club Brugge, dog ville transferen først tage sted i juli samme år. Meunier gik direkte ind på førsteholdet hos Brugge, hvor han imponerede, og dermed blev en fast mand på holdet.
Meunier var oprindeligt fløjspiller, og nogle gange også angriber, men i løbet af hans tid i Brugge blev han løbende brugt mere og mere defensivt, hvilke resulterede i at han eventuelt blev til en højre-back.

### Paris Saint-Germain
Meunier skiftede i juli 2016 til Paris Saint-Germain. Han skulle her konkurrere med Serge Aurier om pladsen på førsteholdet, en duel som Meunier ikke vandt i sit første år, og han blev derfor brugt som rotationsspiller.
Aurier forlod PSG i 2017, men dette gjorde ikke Meuniers plads på holdet klar, da klubben i stedet hentet Dani Alves. Alves imponerende efter skiftet, og Meunier var igen andenvalget.

### Borussia Dortmund
Meunier skiftede i juni 2020 til Borussia Dortmund efter hans kontrakt med PSG var udløbet.

### Trabzonspor
Meunier skiftede i februar 2024 til tyrkiske Trabzonspor.

## Landsholdskarriere

### Ungdomslandshold
Meunier har repræsenteret Belgien på flere ungdomsniveauer.

### Seniorlandshold
Meunier debuterede for det belgiske landshold den 14. november 2013 i en venskabskamp mod Colombia. Han har været del af den belgiske trup til flere internationale turneringer.

## Titler
Club Brugge
- Belgiens 1. division A: 1 (2015-16)
- Belgisk Cup: 1 (2014-15)

Paris Saint-Germain
- Ligue 1: 3 (2017-18, 2018-19, 2019-20)
- Coupe de France: 2 (2017-18, 2019-20)
- Coupe de la Ligue: 3 (2016-17, 2017-18, 2019-20)
- Trophée des Champions: 3 (2016, 2017, 2019)

Borussia Dortmund
- DFB-Pokal: 1 (2020-21)